# Rino Romano
Rino Romano (* 1. Juli 1969 in Toronto, Ontario, Kanada) ist ein kanadischer Schauspieler und Synchronsprecher.

## Leben
Romano kam 1969 in einer Familie mit italienischen Wurzeln zur Welt. Er absolvierte die American Academy of Dramatic Arts in New York City und führte seine Ausbildung im hiesigen Actors Studio fort. Des Weiteren besuchte er die Toronto School of Drama.
Seine Karriere als Schauspieler begann mit berüchtigten Boulevardfilmen wie Die Rache der Amy Fisher und Tai Babilonia – Leben auf dünnem Eis. In den 1990er Jahren sah man ihn in diversen B-Produktionen fürs Fernsehen, bis er 1995 eine wiederkehrende Synchronrolle in der bekannten TV-Adaption von Sailor Moon erhielt. Dort war er in den ersten 11 Episoden, der von DiC Entertainment produzierten Synchronfassung, als Stimme von Tuxedo Mask zu hören. Heute legt der Schauspieler seinen Fokus auf die Arbeit als Sprecher. Sein Schaffen für Film und Fernsehen umfasst mehr als 120 Produktionen.
In seiner Kindheit war Rino Romano ein großer Fan der DC Comics und konnte dieses Interesse später mit seinem Beruf vereinen. Er war unter anderem die Stimme von Bruce Wayne in The Batman und Peter Parker in Spider-Man Unlimited.
Neben seiner Arbeit für Film und Fernsehen ist Romano auch als Sprecher in zahlreichen Videospielen aktiv.

## Filmografie

### Filme
- 1983: Snow (Kurzfilm)
- 1989: Sing – Die Brooklyn-Story (Sing)
- 1990: Tai Babilonia – Leben auf dünnem Eis (On Thin Ice: The Tai Babilonia Story, Fernsehfilm)
- 1992: Die Rache der Amy Fisher (Amy Fisher: My Story, Fernsehfilm)
- 1993: Harter Mann in Uniform (I Love a Man in Uniform)
- 1994: The Club
- 1994: Allein gegen die Unterwelt (Getting Gotti, Fernsehfilm)
- 1995: Ihr Leben in seinen Händen (Falling for You, Fernsehfilm)
- 1995: Soul Survivor
- 1995: Verschwörung der Angst (The Conspiracy of Fear)
- 1995: Der stählerne Adler IV (Iron Eagle IV)
- 1995: Der Pate und das Showgirl (Sugartime)
- 1996: Abschied von Chase (Losing Chase, Fernsehfilm)
- 1996: Schwer verdächtig (Getting Away with Murder)
- 1997: Virus C.I.A. – In feindlicher Absicht (Hostile Intent)
- 1998: Halloweentown – Meine Oma ist ’ne Hexe! (Halloweentown, Fernsehfilm)
- 1999: Rocky Marciano (Fernsehfilm)
- 2005: Cruel But Necessary
- 2010: Männertrip (Get Him to the Greek)

### Serien
- 1990: Das Tollhaus (Maniac Mansion, Fernsehserie, Episode 1x11)
- 1991: Ultraman – Mein geheimes Ich (My Secret Identity, Fernsehserie, Episode 3x15)
- 1991: Die Waffen des Gesetzes (Street Legal, Fernsehserie, Episode 6x08)
- 1993: Class of 96’ (Fernsehserie, Episode 1x12)
- 1994: E.N.G. – Hautnah dabei (E.N.G., Fernsehserie, Episode 5x14)
- 1994: The Mighty Jungle (Fernsehserie, Episode 1x25)
- 1995: Tek War – Krieger der Zukunft (TekWar, Fernsehserie, Episode 1x03)
- 1995: Kung Fu – Im Zeichen des Drachen (Kung Fu: The Legend Continues, Fernsehserie, Episode 3x10)
- 1995: Catwalk – Eine Band will nach oben (Catwalk, Fernsehserie, Episode 2x22)
- 1995: Amanda und Betsy (Ready or Not, Fernsehserie, Episode 3x04)
- 1995–1996: Ein Mountie in Chicago (Due South, Fernsehserie, 2 Episoden)
- 1996: Mortal Kombat: Defenders of the Realm (Fernsehserie, Episode 1x04)
- 1996–1997: Traders (Fernsehserie, 3 Episoden)
- 1997: F/X (Fernsehserie, Episode 2x02)
- 1999: Hang Time (Fernsehserie, Episode 5x05)
- 1999: New York Life – Endlich im Leben! (Time of Your Life, Fernsehserie, 2 Episoden)
- 1999–2000: Starship Troopers (Fernsehserie, 13 Episoden)
- 2000: Malibu, CA (Fernsehserie, Episode 2x12)
- 2000, 2003: New York Cops: NYPD Blue (Fernsehserie, 2 Episoden)
- 2002: Boomtown (Fernsehserie, Episode 1x04)
- 2002, 2004: Biography (Fernsehserie, 2 Episoden)

## Synchronrollen

### Filme
- 1999: Batman Beyond: The Movie (Fernsehfilm) … als Kidnapper
- 1999: NASCAR Racers: The Movie (Fernsehfilm) … als Carlos „Stunts“ Rey
- 2005: Stuart Little 3 – Ruf der Wildnis (Stuart Little 3: Call of the Wild) … als Monty
- 2006: Biohazard 4: Incubate … als Luis Sera
- 2008: Immigrants (L.A. Dolce Vita) … als Yoga-Lehrer
- 2009: Level 26: Dark Origins (Kurzfilm) … als Sqweegel
- 2009: Coco, der neugierige Affe – Feiert Weihnachten (Curious George: A Very Monkey Christmas, Fernsehfilm) … als Erzähler
- 2013: Curious George Swings Into Spring (Fernsehfilm) … als Erzähler
- 2013: Curious George: A Halloween Boo Fest (Fernsehfilm) … als Erzähler
- 2019: Pokémon: Mewtu schlägt zurück – Evolution (Gekijô-ban poketto monsutâ: Myûtsû no gyakushû Evolution) … als unbekannt
- 2023: Der Super Mario Bros. Film (The Super Mario Bros. Movie) … als Onkel Tony

### Serien
- 1992–1993: Hello Kitty and Friends (Fernsehserie, 3 Episoden) … als unbekannt
- 1993–1994: Geschichten aus der Gruft (Tales from the Cryptkeeper, Fernsehserie, 2 Episoden) … als Eddie
- 1994: Jim Henson’s Dog City (Fernsehserie, Episode 3x08) … als Yves
- 1995: Ultraforce (Fernsehserie, Episode 1x01) … als Prototyp
- 1995: Sailor Moon (Fernsehserie, 13 Episoden) … als Tuxedo Mask, Geiferkönig Joe und Darien
- 1996: Gargoyles – Auf den Schwingen der Gerechtigkeit (Gargoyles: The Goliath Chronicles, Fernsehserie, Episode 3x07) … als Anführer einer Gang
- 1996–1998: Stickin’ Around (Fernsehserie, 5 Episoden) … als diverse Rollen
- 1997: Extreme Ghostbusters (Fernsehserie, 40 Episoden) … als Eduardo Rivera
- 1997–1998: Men in Black – Die Serie (Men in Black: The Series, Fernsehserie, 4 Episoden) … als Kevin Brown und Troy, der Symbiont
- 1997–1998: Z wie Zorro (Zorro, Fernsehserie, 26 Episoden) … als unbekannt
- 1998: Stories from My Childhood (Fernsehserie, 2 Episoden) … als unbekannt
- 1998–1999: Oh Yeah! Cartoons (Fernsehserie, 2 Episoden) … als Jeff, der Elf, Lunch Boy, Bratwurst und Katze
- 1998–2001: Godzilla – Die Serie (Godzilla: The Series, Fernsehserie, 40 Episoden) … als Randy Hernandez und Hausmeister
- 1999: Batman of the Future (Batman Beyond, Fernsehserie, Episode 1x01) … als Kidnapper
- 1999–2001: NASCAR Racers (Fernsehserie, 26 Episoden) … als Carlos „Stunts“ Rey
- 1999–2001: Spider-Man Unlimited (Fernsehserie, 13 Episoden) … als Peter Parker / Spider-Man und Grüner Kobold
- 2000: Die Biber Brüder (The Angry Beavers, Fernsehserie, Episode 4x03) … als Wayne
- 2000: Max Steel (Fernsehserie, Episode 1x11) … als unbekannt
- 2002: Totally Spies! (Fernsehserie, Episode 1x17) … als Robby
- 2002: Grim & Evil (Fernsehserie, Episode 1x11) … als Destructicus Con Carne
- 2002: Ozzy & Drix (Fernsehserie, Episode 1x08) … als Jude
- 2002, 2005: What's New, Scooby-Doo? (Fernsehserie, 2 Episoden) … als Korallenmonster, Captain Treesdale und Keith Dale
- 2003: Teen Titans (Fernsehserie, Episode 1x02) … als Kai
- 2003: Evil Con Carne (Fernsehserie, Episode 1x02) … als Destructicus Con Carne
- 2003: Spider-Man (Fernsehserie, 4 Episoden) … als Muang, Mann in der Tropfhöhle und Teenager #2
- 2003: Samurai Jack (Fernsehserie, Episode 3x13) … als Dieb und Roboter
- 2003: Gingers Welt (As Told by Ginger, Fernsehserie, Episode 3x13) … als Dieb und Roboter
- 2004: Jackie Chan Adventures (Fernsehserie, Episode 5x04) … als Charlie
- 2004–2008: The Batman (Fernsehserie, 65 Episoden) … als Batman / Bruce Wayne
- 2005: Die gruseligen Abenteuer von Billy und Mandy (The Grim Adventures of Billy & Mandy, Fernsehserie, Episode 4x05) … als Javier und Guillermo
- 2007: All Grown Up – Fast erwachsen (All Grown Up!, Fernsehserie, Episode 4x07) … als Didler
- 2007–2022: Coco – Der neugierige Affe (Curious George, Fernsehserie, 169 Episoden) … als Erzähler und zusätzliche Stimmen
- 2008–2009: Spaceballs: The Animated Series (Fernsehserie, 14 Episoden) … als Lone Starr
- 2010: CSI: Vegas (Fernsehserie, Episode 11x04) … als Sqweegel
- 2013: Phineas & Ferb (Fernsehserie, Episode 4x03) … als Mann von der Küstenwache, Butler und Kanadier #1
- 2014: Ronks – Keine Steinzeit ohne Alien! (Rolling with the Ronks!, Fernsehserie, Pilotfolge) … als Walter
- 2023: Ten Year Old Tom (Fernsehserie, Episode 2x08) … als unbekannt

### Videospiele
- 1994: Kero Kero Keroppi no Robin Hood … als Curtys, Kevin und die Gama’s
- 1998: Star Wars: Jedi Knight – Mysteries of the Sith … als Kyle Katarn
- 1999: Revenant … als Cameron und Jason
- 2000: Tenchu 2 … als Rikimaru
- 2000: Spider-Man … als Spider-Man und Bankräuber
- 2000: Star Trek Voyager: Elite Force … als Ensign Alexander Munro
- 2001: Arcanum: Of Steamworks and Magick Obscura … als Virgil
- 2001: X-Men: Mutant Academy 2 … als Peter Parker / Spider-Man
- 2001: Spider-Man 2: Enter Electro … als Spider-Man und Palooka
- 2001: Zoog Genius: Math, Science & Technology … als männlicher Gastgeber
- 2002: Eternal Darkness: Sanity’s Requiem … als Karim und Wächter
- 2002: Bruce Lee: Quest of the Dragon … als Lance und zusätzliche Stimmen
- 2002: The Scorpion King: Rise of the Akkadian … als Rama, Dorfoberhaupt und Soldat
- 2002: Dark Chronicle … als Gaspard
- 2003: X2: Wolverine’s Revenge … als Spider-Man
- 2003: Star Trek: Elite Force II  … als L.T. Alexander Munro
- 2003: Star Wars: Knights of the Old Republic … als Revan, Gurney und Firith Me
- 2004: Pitfall: The Lost Expedition … als Quickclaw und Wächter #1
- 2004: Onimusha buraiden … als Zero
- 2004: Syphon Filter: The Omega Strain … als Jean Fournier, Wächter B und Fahrer
- 2005: Resident Evil 4 … als Luis Sera
- 2005: Doom 3: Resurrection of Evil … als unbekannt
- 2005: The Batman: Multiply, Divide and Conquer … als Batman
- 2005: Batman vs. Dracula … als Batman / Bruce Wayne
- 2005: Separate Ways … als Luis Sera
- 2006: Lara Croft Tomb Raider: Legend … als James W. Rutland Jr.
- 2006: Just Cause … als Josë Caramicas
- 2006: Scarface: The World Is Yours … als unbekannt
- 2008: Dragonlance: Dragons of Autumn Twilight … als Cameron Majere
- 2013: Skylanders: SWAP Force … als Scorp
- 2014: Skylanders: Trap Team … als Scorp
- 2015: Skylanders: SuperChargers … als Scorp
- 2016: Skylanders: Imaginators … als King Pen
- 2020: Ryu ga gotoku 7: Hikari to yami no yukue … als Reiji Ishioda